# Mesoleuca bakeri
Mesoleuca bakeri är en fjärilsart som beskrevs av Guedet 1941. Mesoleuca bakeri ingår i släktet Mesoleuca och familjen mätare. Inga underarter finns listade i Catalogue of Life.